# Виноградов, Виктор Никонович
Ви́ктор Ни́конович Виногра́дов (род. 3 ноября 1933) — советский и белорусский ученый в области начертательной геометрии и технической графики, автор целостного учебно-методического комплекса по черчению для средней школы (программа, учебники, пособия и др.), доктор педагогических наук, профессор, заслуженный работник высшей школы Белорусской ССР (1976).

## Биография
Родился в д. Замосточье (Городокский район, Витебская область) в семье Никона Осиповича и Варвары Тимофеевны Виноградовых. С 1940 учился в начальной школе д. Хотешино. В 1944—1946 в Якушенской начальной школе. Выпускные экзамены за начальную школу сдавал в Вировлянской СШ. В V классе обучался в Варховской НСШ, а в VI—VII классах — в Кузьминской НСШ после её открытия в 1947.
В 1949 поступил в Витебское художественно-графическое педучилище (зачислен без вступительных экзаменов, так как семилетнюю школу окончил с похвальной грамотой). В училище на 1-м курсе был избран в состав профкома учащихся, а потом в течение нескольких лет был его председателем. Окончил Витебское художественно-графическое педучилище в 1953. С 1952 работал одновременно учителем черчения и рисования в СШ № 25 г. Витебска.
В 1953 принят на физико-математический факультет (специальность «физика») Витебского педагогического института, в 1957 переведен в Полоцкий педагогический институт, который закончил в 1957. С 1957 работал в Витебском государственном педагогическом университете им. П. М. Машерова — преподаватель, заведующий кафедрой начертательной геометрии и черчения (1963—1969), проректор (1969—1978), ректор (1978—1997). С начала 1959 занимался подготовкой открытия художественно-графического факультета. В 1965—1966 проходил аспирантскую подготовку в Академии педагогических наук СССР (г. Москва) в секторе дидактики, которым руководил известный стране ученый М. Н. Скаткин.
Защита кандидатской диссертации состоялась на художественно-графический факультете Московского государственного педагогического института им. В. И. Ленина. в феврале 1968. Защита докторской диссертации состоялась в Минске 21 июня 1994 в Белорусском государственном педагогическом университете.
С 1997 — профессор кафедры начертательной геометрии и технической графики Витебского государственного педагогического университета им. П. М. Машерова.

## Список работ
Учебники по черчению для средней общеобразовательной школы (издавались более чем на 20 языках):
- Виноградов В. Н. Черчение : учеб. для 7 кл. средн. шк. / В. Н. Виноградов, И. С. Вышнепольский; под ред. В. Н. Виноградова (1969—1970)
- Ботвинников А. Д. Черчение : учеб. для 8 кл. средн. шк. / А. Д. Ботвинников, И. С. Вышнепольский, С. И. Дембинский; под ред. В. Н. Виноградова (1970—1973)
- Черчение : учеб. для средн. общеобразоват. шк. / ; под ред. В. Н. Виноградова. (1974—1987)
- Ботвинников А. Д. Черчение : учеб. для 7-8 кл. средн. общеобразоват. шк. / А. Д. Ботвинников, В. Н. Виноградов, И. С. Вышнепольский. (1989—2007)
- Ботвинников А. Д. Черчение : учеб. для 9 кл. общеобразоват. шк. / А. Д. Ботвинников, В. Н. Виноградов, И. С. Вышнепольский. (2007—2017)

Учебники по начертательной геометрии для ВУЗов:
- Виноградов В. Н. Начертательная геометрия : учеб.для студ. худож.-граф. фак. пед. ин-тов / В. Н. Виноградов. — Мн. : Выш. школа, 1977. — 268 с : ил.47.
- Виноградов В. Н. Начертательная геометрия : учеб.для студ. худож.-граф. фак. пед. ин-тов / В. Н. Виноградов.- 2-е изд.,перераб. — М. : Просвещение, 1989. — 239 с.
- Виноградов В. Н. Начертательная геометрия : учеб. для студ. пед. и техн. спец. вузов / В. Н. Виноградов. — 3-е изд., перераб. и доп. — Мн. : Амалфея, 2001. — 368 с. : ил. — Библиогр.: с. 363. — Предм. указ.: с. 364—365.

## Награды
- Орден Франциска Скорины (08.09.2010)
- Орден Октябрьской Революции (20.08.1986)
- Орден «Знак Почёта» (20.07.1971)
- Медаль Франциска Скорины (04.08.1998)
- Медаль «За доблестный труд» (1970)
- Медаль «Н. К. Крупской» (1982)
- Медаль «А. С. Макаренко» (1988)
- Медаль «60 лет освобождения Республики Беларусь от немецко-фашистских захватчиков» (2004)
- Заслуженный работник высшей школы Белорусской ССР (31.08.1976)